# Arnošt Juránek
Arnošt (Arna) Juránek (19. října 1874, Plzeň – 18. listopadu 1944) byl český podnikatel, sportovec, horolezec, organizátor lyžařských aktivit na Šumavě a svobodný zednář. Jeho nevlastním otcem byl spisovatel Karel Klostermann.

## Životopis
Arna se narodil 19. října 1874 v Plzni jako nejstarší syn Arnošta Juránka, kotlářského mistra, který byl od roku 1871 spolumajitelem firmy Juránek a Perner, měděné a kovové zboží. V roce 1888 Arnošt Juránek od Roberta Pernera odešel a založil si vlastní firmu ve Fügnerově ulici u Radbuzy. Po smrti svého otce v roce 1895 Arna tuto firmu společně s matkou převzali. Arna se rovněž musel podílet na výchově svých pěti mladších sourozenců. Jeho matka, Barbora (Betty) Juránková, rozená Dostálová, se v roce 1898 podruhé provdala – jejím druhým manželem se stal spisovatel Karel Klostermann, který se sňatkem zbavil finanční tísně a mohl se tedy více věnovat psaní knih.

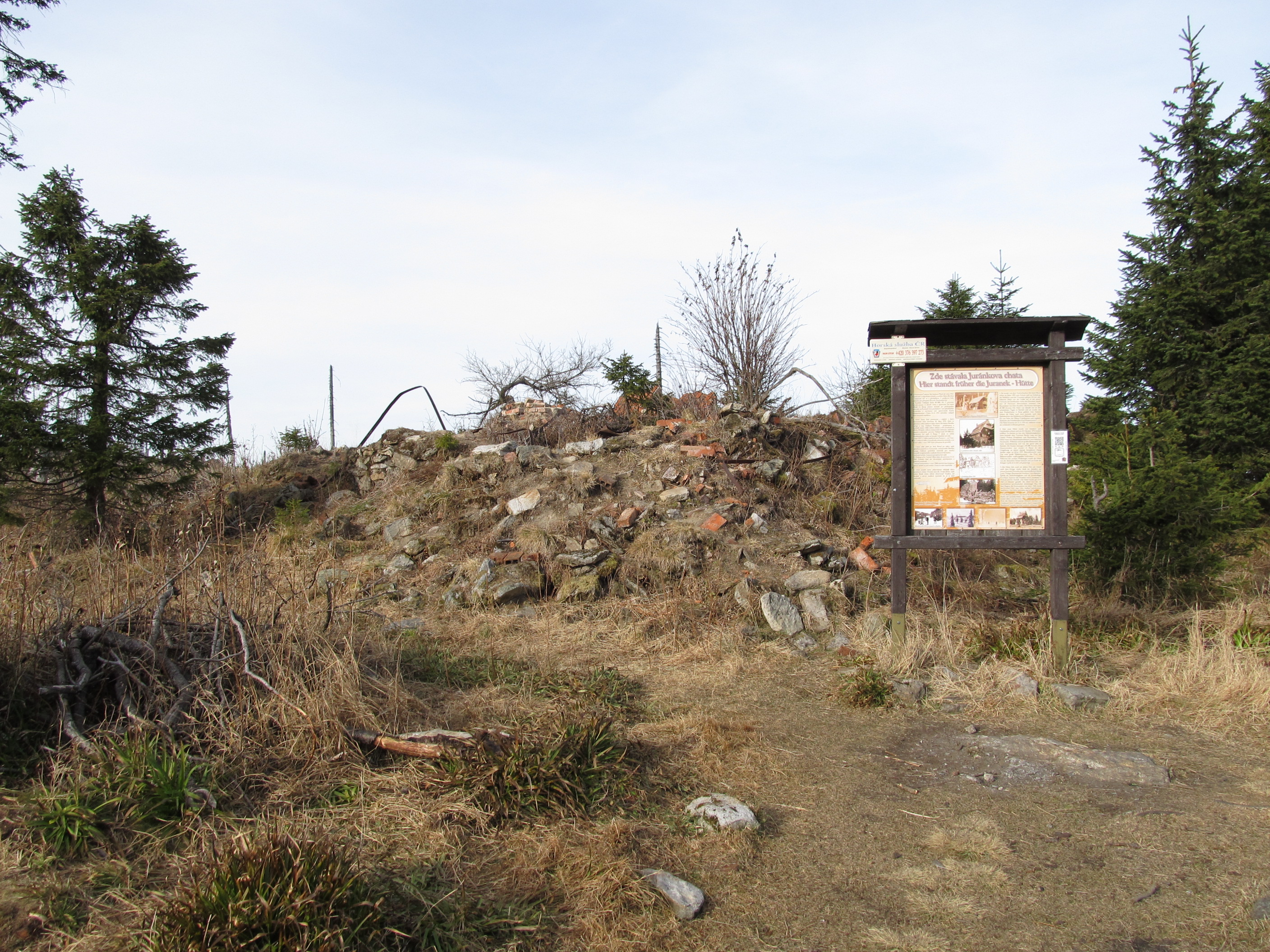
Pozůstatky Juránkovy chaty na šumavském Svarohu

S lyžováním se Arna seznámil o Vánocích v roce 1902, kdy na Weisově louce na Špičáku přihlížel lyžařským přeborům pražských lyžařů. V lednu 1904 si Arna s přáteli Emanuelem Kabátem a Antonínem Červenkou vyrobil z prken vlastní lyže se špičkami z plechu, bambusové hole získali od rybářů, vázání bylo z popruhů na nůše a s tímto vybavením podnikli lyžařskou výpravu z Capartic na Čerchov. Od toho dne se stal nadšeným propagátorem lyžařství. V roce 1907 spolu s Emanuelem Kabátem založil první lyžařský spolek v Plzni - kroužek Plzeňští lyžaři, který byl v roce 1911 přejmenován na Český Skiklub v Plzni. Jednalo se o čtvrtou nejstarší lyžařskou organizaci v Království českém. Arna byl nejen vynikajícím lyžařem a závodníkem, ale především propagátorem lyžování – studoval lyžařskou techniku, vyučoval lyžování norským stylem, konal přednášky, byl rozhodčím i organizátorem soutěží. Od roku 1909 až do 1. světové války organizovali plzeňští lyžaři v čele s Juránkem na Špičáku každoročně tzv. Seveřanské hry, ve kterých se soutěžilo v bězích, skoku na sněhovém můstku a v krasojízdě, účastnili se jich i lyžaři z Norska a Německa. Arna se věnoval i horolezectví a horské turistice, jako „horský vůdce“ vodil zájemce svou Arnovou stezkou, vedoucí od Černého jezera na horu Svaroh.
Další iniciativou plzeňských lyžařů byly výstavba horské chaty na Svarohu, která se stala nejvýše položenou horskou chatou na české straně Šumavy. Stavba mohla být uskutečněna až po 1. světové válce a při otevření chaty 1. října 1922 byl jejím správcem ustaven Arna Juránek. Chatu nejprve na Vánoce 1931 zničil požár a po jejím znovuobnovení v létě 1932 byl provoz chaty ukončen v říjnu 1938 zabráním Sudet. Dalšího znovuotevření chaty v roce 1945 už se Arna nedožil.
Arna Juránek se angažoval i ve společenských aktivitách. Byl svobodným zednářem, jedním ze zakladatelů plzeňské lóže Josef Dobrovský, kde mezi lety 1927 a 1930 vykonával funkci Mistra lóže. Dosáhl například toho, že do lóže mohly být po roce 1931 ke vstupu přijímány i ženy.
Juránkovým přáním podle zápisu v kronice Železné Rudy bylo, aby po jeho smrti byla urna s popelem spuštěna do Černého jezera, nakonec však prý byl popel rozprášen nad hladinou jezera. On takto s přáteli uložil 31. ledna 1926 na dno Černého jezera urnu s popelem kamaráda Julia Poláka z Plzně, zemřelého 1. června 1924 v Karlových Varech.